# Mi-a spus o vecină
Mi-a spus o vecină este un film românesc din 1971 regizat de Florica Holban.